# Liste der Botschafter der Vereinigten Staaten in Südafrika

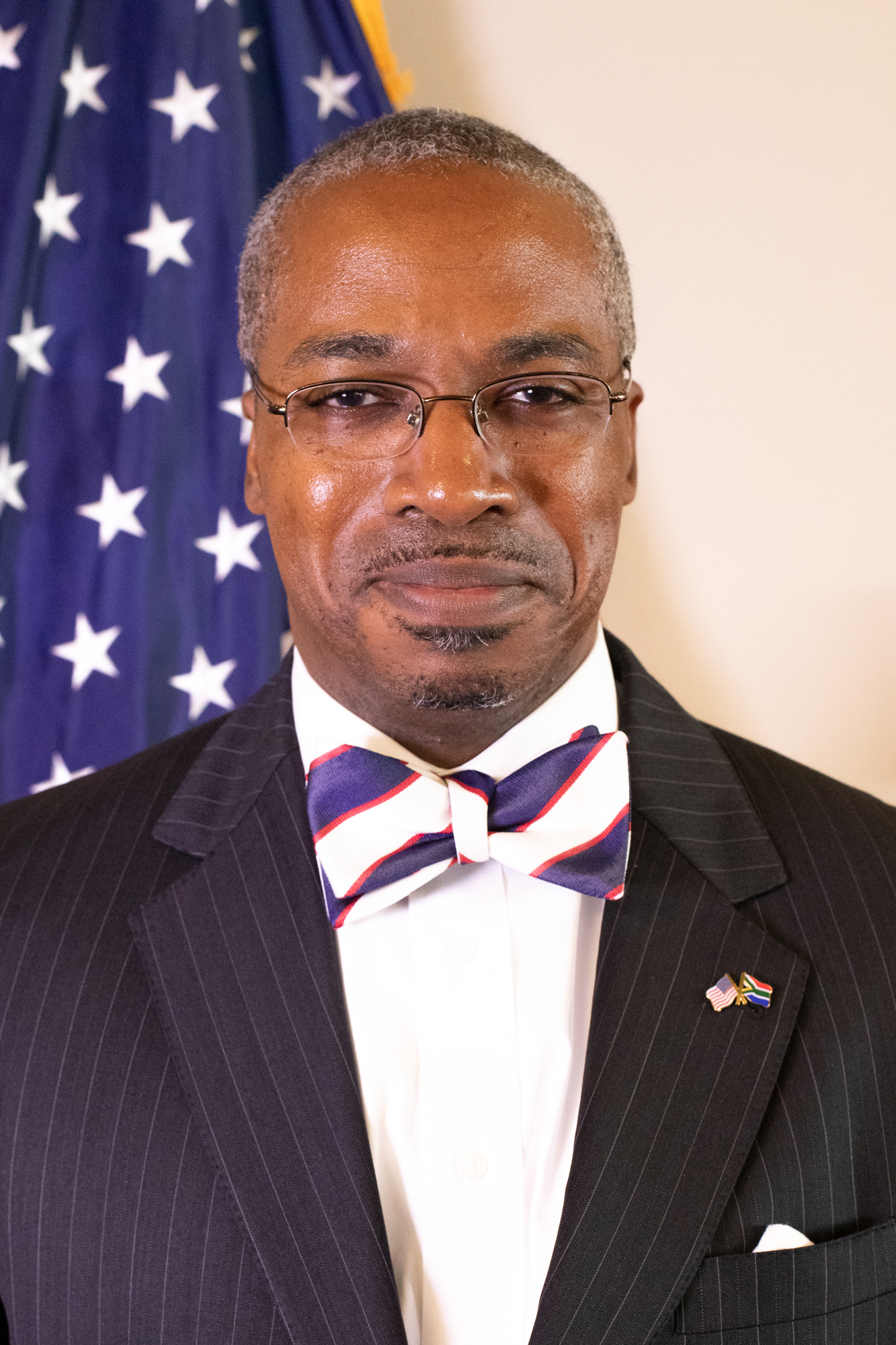
Reuben E. Brigety II, derzeitiger Botschafter in Südafrika

Der Botschafter der Vereinigten Staaten von Amerika in Südafrika ist der Botschafter (bis 1949 Gesandter) der Vereinigten Staaten von Amerika in Südafrika.

## Botschafter
| Amtszeit  | Name                         | Bemerkung                                                                                  |
| --------- | ---------------------------- | ------------------------------------------------------------------------------------------ |
| 1930–1937 | Ralph James Totten           | Minister Resident/Consul General, ab 1930 Envoy Extraordinary and Minister Plenipotentiary |
| 1937–1942 | Leo John Keena               | Envoy Extraordinary and Minister Plenipotentiary                                           |
| 1942–1943 | Lincoln MacVeagh             | Envoy Extraordinary and Minister Plenipotentiary                                           |
| 1944–1948 | Thomas Holcomb Jr.           | Envoy Extraordinary and Minister Plenipotentiary                                           |
| 1948–1949 | North Winship                | Envoy Extraordinary and Minister Plenipotentiary, ab 1949 Botschafter                      |
| 1950–1951 | John George Erhardt          | Starb in Kapstadt                                                                          |
| 1951–1954 | Waldemar John Gallman        |                                                                                            |
| 1954–1956 | Edward Thompson Wailes       |                                                                                            |
| 1956–1959 | Henry Alfred Byroade         |                                                                                            |
| 1959–1961 | Philip Kingsland Crowe       |                                                                                            |
| 1961–1965 | Joseph Charles Satterthwaite |                                                                                            |
| 1966–1970 | William Manning Rountree     |                                                                                            |
| 1970–1975 | John Gavin Hurd              |                                                                                            |
| 1975–1978 | William Garton Bowdler       |                                                                                            |
| 1978–1981 | William Brockway Edmondson   |                                                                                            |
| 1982–1986 | Herman W. Nickel             |                                                                                            |
| 1986–1989 | Edward Joseph Perkins        |                                                                                            |
| 1989–1992 | William Lacy Swing           |                                                                                            |
| 1992–1995 | Princeton Nathan Lyman       |                                                                                            |
| 1996–1999 | James A. Joseph              |                                                                                            |
| 2000–2001 | Delano Eugene Lewis Jr.      |                                                                                            |
| 2001–2004 | Cameron R. Hume              |                                                                                            |
| 2004–2005 | Jendayi Elizabeth Frazer     |                                                                                            |
| 2006–2009 | Eric M. Bost                 |                                                                                            |
| 2009–2013 | Donald Henry Gips            |                                                                                            |
| 2013–2016 | Patrick Hubert Gaspard       |                                                                                            |
| 2016–2019 | Jessica Lapenn               | Chargé d’Affaires ad interim                                                               |
| 2019–2021 | Lana J. Marks                |                                                                                            |
| 2022–     | Reuben E. Brigety II         |                                                                                            |